# Flygolyckan i Oskarshamn 1989
Flygolyckan i Oskarshamn 1989 inträffade den 8 maj 1989 då sexton personer omkom i ett flygplan av typen Beechcraft 99 som havererade vid inflygningen till Oskarshamns flygplats norr om Oskarshamn i Småland. Vid olyckan omkom samtliga 16 ombordvarande där 2 var besättning och 14 passagerare. 12 av de omkomna var ledamöter, sakkunniga, experter eller sekreterare i den statliga Post- och teleutredningen, som var på väg till ett studiebesök vid en av Televerkets telestationer.

## Förlopp
Flygplanet tillhörde det svenska flygbolaget Holmströms Flyg i Hultsfred och trafikerade bolagets reguljära flyglinje från Stockholm-Arlanda till Oskarshamn. Strax före landning störtade flygplanet med nosen före i marken och exploderade – kvar av flygplanet återstod endast stjärtpartiet. Enligt statens haverikommissions rapport från den 15 februari 1990 orsakades sannolikt olyckan av att piloten inte kunde kompensera för den snabba noshöjning som uppstod när vingklaffarna fälldes ut, samtidigt som motorerna gick med hög effekt. Bidragande faktorer var att "flygplanet var extremt baktungt samt att besättningens utbildning och samlade erfarenhet på flygplanstypen var begränsad".

## Omkomna
Av de 14 passagerarna var 12 personer knutna till den statliga Post- och teleutredningen, som verkade mellan 1988 och 1990. Bland dessa var utredningens ordförande, förre  finansborgarrådet i Stockholm John-Olof Persson, riksdagsledamöterna Anders Andersson, Hans Rosengren och Anna Wohlin Andersson samt den tidigare riksdagsledamoten Claes Rensfeldt.

## Övrigt
Boken Kärleks pris: en berättelse om sorg är skriven av Yvonne Gröning ,som förlorade sin man kommunalrådet Egon Gröning (1938–1989) i olyckan. Filmen Rusar i hans famn baseras på boken och olyckan.